# Bryocyclops correctus
Bryocyclops correctus – gatunek widłonoga z rodziny Cyclopidae, nazwa naukowa gatunku została po raz pierwszy opublikowana w 1960 roku przez niemieckiego zoologa Friedricha Kiefera.